# Trogon de Java
El trogon de Java  (Apalharpactes reinwardtii) és una espècie d'ocell de la família dels trogònids (Trogonidae) que habita la selva humida de les muntanyes de l'oest de Java.